# Gandabommanahalli, Kudligi
Gandabommanahalli là một làng thuộc tehsil Kudligi, huyện Bellary, bang Karnataka, Ấn Độ.